# キャンプ (様式)
キャンプ（英語: camp）は、英語圏の美学・文芸批評などで使われる用語のひとつで、大げさに誇張された振る舞いや、過度に装飾の多いけばけばしいファッションなどを意味する。また、わざとらしさ・俗っぽさ・泥臭さを意識的に活かした芸術表現もこう呼ぶ。一般に、同性愛者の美意識や価値観を表現・理論化するために用いられてきた。

## 概要

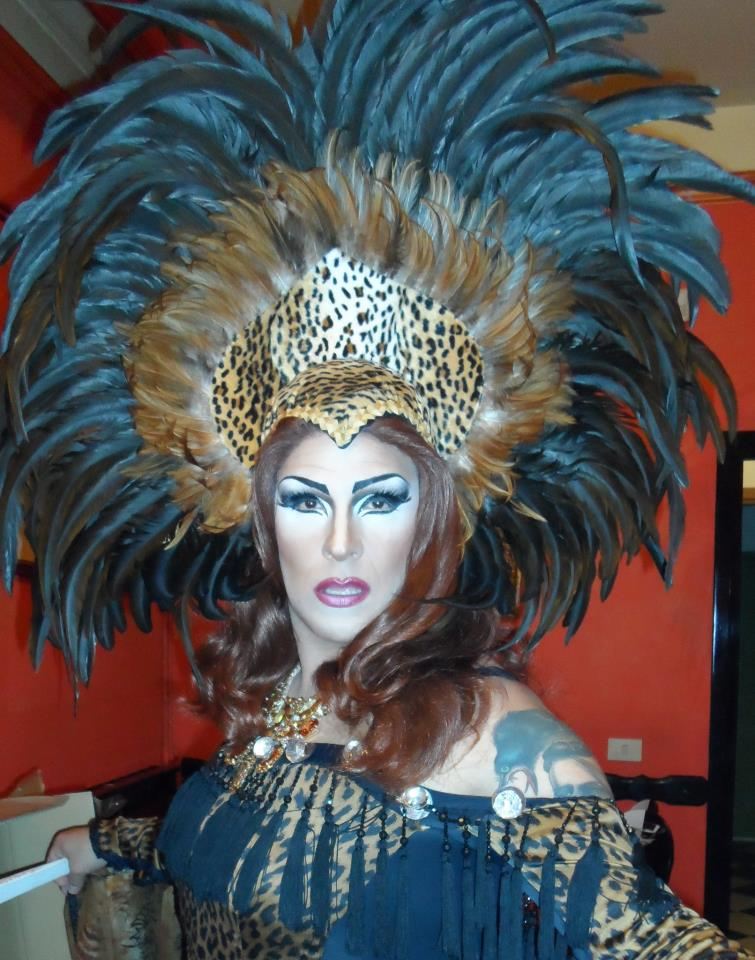
ドラァグ・クイーンの美意識は「キャンプ」の代表例とされる

「camp」という英語は、もともと男性の同性愛者が自らの立場を誇示したパフォーマンスを行うさいの、ユーモラスで芝居がかった言葉づかいや飾り立てた女装などを指して使われていたが、そこから転じて、同性愛者にとどまらず、言外の意味を含ませる皮肉な芸術表現、爛熟しきった都会的な趣味嗜好など幅広い現象を指すようになった。
語源には諸説あるが、一般にフランス語の「se camper（仰々しいふるまいをする）」という言葉がモリエールの戯曲を通じて広まったのち英語に導入されたと考えられている。20世紀初頭から英語圏のゲイ・カルチャーにおいて男性同性愛者の言動・ファッションを意味する隠語として使われていたが、一般に定着したのはアメリカの文芸批評家スーザン・ソンタグが1964年に「《キャンプ》についてのノート」を発表してからである。
ソンタグによれば、「キャンプ」を支えるのは「不自然なもの・人工的なもの・誇張されたもの」に引きつけられる感受性である。それは劇場で振り当てられた役割を演じるような感覚を日常生活にも持ち込む姿勢で、そうした姿勢の現れたさまざまな芸術・表象を、ソンタグは「キャンプ」と呼んだ。
ソンタグは、そうした心の動きの背景には、当人はいたって真剣なのだが第三者には不真面目で悪趣味なユーモアにしか見えない、そして当人もそうしたどっちつかずの状態を楽しむ、そのような心理状態があると考えた。ソンタグはこれを「挫折した真面目さ」にもとづく「一種のダンディズム」と呼んで、キャンプの核心的美意識だと主張している。
ソンタグが念頭に置いていたのは、1960年代のアメリカで様々な抑圧・攻撃にさらされながらゲイ・カルチャーを支えていたドラァグ・クイーンたちのファッションや美的感覚だったと言われている。ソンタグのエッセイ「《キャンプ》についてのノート」は、キャンプの例を51条にわたって列記し、ファッションのみならず映画や音楽、バレエ、インテリアなどさまざまな文化表象に「キャンプ」の精神が現れていると指摘している。
ソンタグ以後「キャンプ」の意味内容は拡大し、カルメン・ミランダのような女性による誇張された女性ファッションや、女性同性愛者の文化を主題とした映画『ピンク・フラミンゴ』（1972）や『フィメール・トラブル』（1974）もキャンプ文化として批評対象となってゆく。

### 批判と再評価
「キャンプ」はソンタグのエッセイにおいてすでに首尾一貫しない定義の混乱が指摘されていたように、キャンプという言葉には曖昧さがつきまとった。ソンタグは同性愛者の文化が築いた美的感覚という本来の「キャンプ」解釈を大幅に拡張し、日本の怪獣映画や、けばけばしい魅力を売り物にする女優などまで「キャンプ」に含めようとしたが、それらを統一的に理解するための本格的な理論化は行わなかったため、たとえば「キッチュ」のような悪趣味の美学と「キャンプ」との区別が曖昧になったのである。そうした分かりづらさに加えて、ソンタグ以後の「キャンプ」批評においてアフリカ系アメリカ人のゲイ・カルチャーが無視される傾向にあったことも批判され、1980年代後半以降、審美的用語としてはしだいに使われなくなった。
しかし2019年5月に、ニューヨークのメトロポリタン美術館で「キャンプ：ファッションについてのノート」と題する展覧会が開催された。これはソンタグの構想をたどりながら「キャンプ」の美意識を再定義しようと試みるもので、これをきっかけに英語圏の多くのメディアに再び「キャンプ」という言葉が登場し、再評価の機運が高まっている。

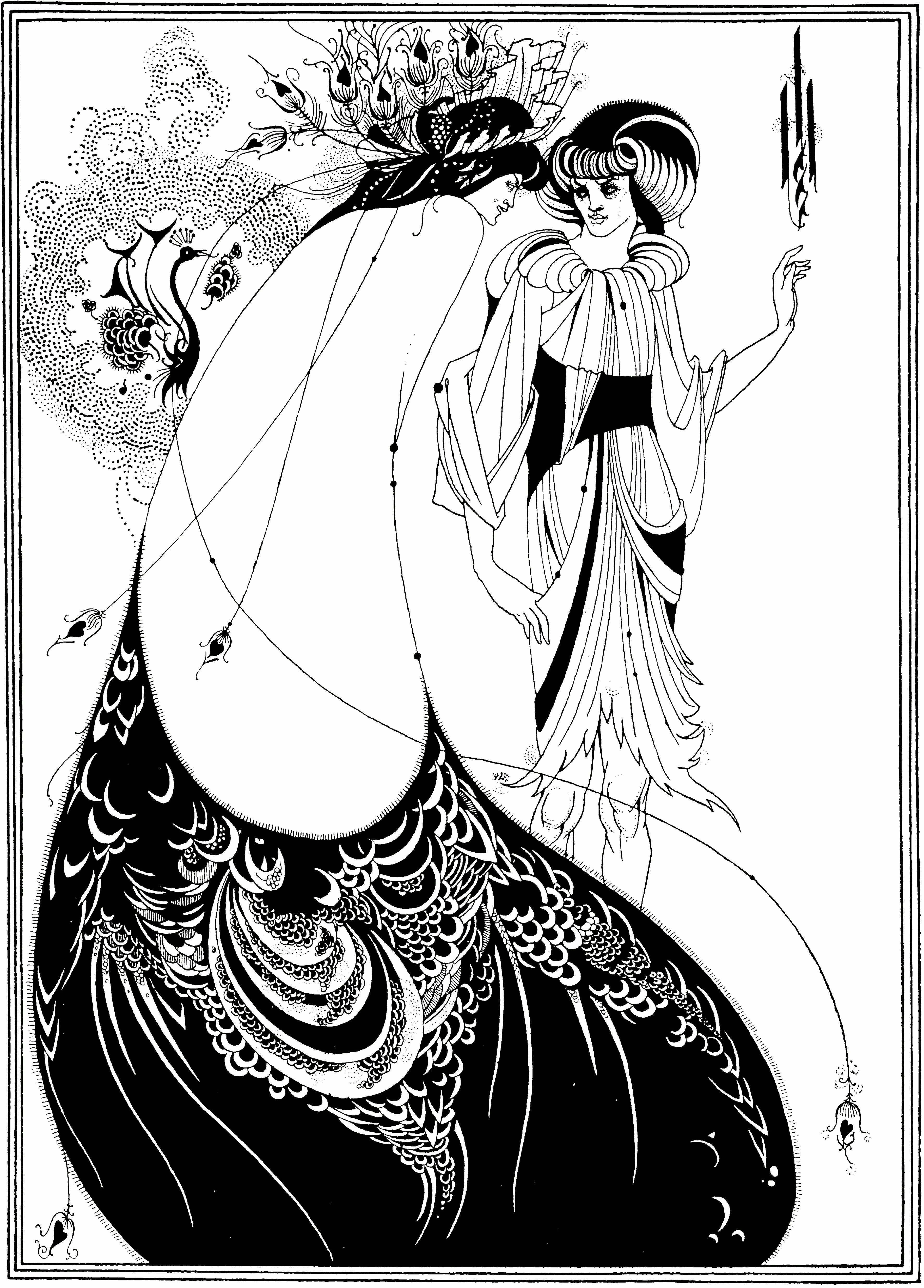
オスカー・ワイルドの戯曲『サロメ』に登場する場面を描くビアズリーのイラスト。ワイルドの戯曲もビアズリーの版画も、ソンタグは「キャンプ」の美意識の代表に挙げている。

### ソンタグによる「キャンプ」の例
ソンタグは「《キャンプ》についてのノート」でキャンプの例として以下を挙げている。
- ティファニーのテーブル・ランプ。
- オーブリー・ビアズリーの版画。
- バレエ『白鳥の湖』。
- ベッリーニのオペラ。
- ルキノ・ヴィスコンティ演出による『サロメ』と『あわれ彼女は娼婦』。
- フラッシュ・ゴードンが登場する古いコミック。
- 1920年代の女性ファッション。
- ジャン・コクトーの人柄と作品（アンドレ・ジッドはキャンプでない）。
- リヒャルト・シュトラウスのオペラ（リヒャルト・ワーグナーのオペラはキャンプではない）。
- ティン・パン・アレーやリヴァプールの音楽（ジャズはキャンプではない）。
- イタリアのマチステ・シリーズ、日本の『空の大怪獣ラドン』『地球防衛軍』『美女と液体人間』（『渚にて（On the Beach）』はキャンプでない）。
- ジェーン・マンスフィールド、ジーナ・ロロブリジーダ、ジェーン・ラッセル、ヴァージニア・メイヨの「わざとらしくどぎつい女らしさ」を誇示する女優。
- スティーヴ・リーヴス、ヴィクター・マチュアなどの「誇張された男らしさ」を誇示する男優。
- 『極楽特急』『マルタの鷹』『スペイン狂想曲』をはじめとした6本のジョセフ・フォン・スタンバーグ監督・マレーネ・ディートリヒ主演作の映画（『イヴの総て』『悪魔をやっつけろ（Beat the Devil）』はキャンプでなく、キャンプを狙った「似非キャンプ」映画である）。

### そのほか
- 『オックスフォード英語辞典（OED）』に最初に出てきたのは1909年版で、「けばけばしい・仰々しい・気取った・芝居がかった・なよなよした・同性愛的なもの。同性愛の特徴と関連がある。名詞として、キャンプなふるまい、マニエリスム、など。そのような行動を示す男性」とある。なお『OED』ではキャンプの語源は曖昧である。
- 作家・評論家のサミュエル・R・ディレイニーによると、「キャンプ」という語は、野営地で兵士たちに性的奉仕をする女性・売春婦の物真似の習慣から発展したという。後に、それは労働者階級の同性愛男性の審美的な選択・行動を指すようになった。
- LGBTの文化（レズビアン、ゲイ、バイセクシュアル、トランスジェンダーのカルチャー）においては、「キャンプ」を連想させる有名人として、デイム・エドナ・エバレッジ、ディヴァイン、ル・ポール（RuPaul）、ボーイ・ジョージ、リベラーチェといった、ドラァグクイーンやパフォーマーたちが挙げられる。

## 関連文献
- Bolton, Andrew, Karen Van Godtsenhoven and Amanda Garfinkel (2019) CAMP: Notes on Fashion, The Metropolitan Museum of Art [Exhibition catalogue]
- Cleto, Fabio (ed. by) (1999). Camp: Queer Aesthetics and the Performing Subject. Ann Arbor: University of Michigan Press. ISBN 0-472-06722-2.
- Core, Philip (1984/1994). CAMP, The Lie That Tells the Truth, London: Plexus Publishing Limited. ISBN 0-85965-044-8
- Drushel, Bruce E. and Brian M. Peters (2017) Sontag and the Camp Aesthetic: Advancing New Perspectives, Lexington Books.
- Levine, Martin P. (1998). Gay Macho. New York: New York University Press. ISBN 0-8147-4694-2.
- Meyer, Moe (ed. by) (1993). The Politics and Poetics of Camp. Routledge. ISBN 0-415-08248-X.
- Sontag, Susan (1964) "Notes on "Camp"," Against Interpretation (Essays of the 1960s & 70s, ed. by David Rieff, The Library of America, 2013)（スーザン・ソンタグ「＜キャンプ＞についてのノート」喜志哲雄訳、『反解釈』ちくま学芸文庫）
- Stepien, Justyna (ed. by) (2014) Redefining Kitsch and Camp in Literature and Culture, Cambridge Scholars Publishing.
- 杉井正史「『お気に召すまま』とキャンプ趣味」 大阪市立大学大学院文学研究科紀要『人文研究』vol.62 p.59-75, 2011年3月, ISSN 0491-3329